# Létra (Rhône)
Létra település Franciaországban, Rhône megyében. Lakosainak száma 907 fő (2022. január 1.). Létra Chambost-Allières, Ternand, Dième, Chamelet, Rivolet és Sainte-Paule községekkel határos.

## Népesség
A település népességének változása:
| Lakosok száma | 939  | 937  | 961  | 922  | 911  | 901  | 900  | 903  | 907  |
|               | 2013 | 2015 | 2016 | 2017 | 2018 | 2019 | 2020 | 2021 | 2022 |